# Коту-Добей
Коту-Добей (рум. Cotu Dobei) — село у повіті Сучава в Румунії. Входить до складу комуни Финтинеле.
Село розташоване на відстані 351 км на північ від Бухареста, 17 км на південний схід від Сучави, 96 км на північний захід від Ясс.

## Населення
За даними перепису населення 2002 року у селі проживали 212 осіб, усі — румуни. Усі жителі села рідною мовою назвали румунську.